# Окоп
 Тази статия е за военното съоръжение.  За селото в Ямболска област вижте Окоп (село).  
Око̀п (от руски: окоп, синоними шанец, траншея) е земен полеви изкоп във фортификационно съоръжение, предназначен за удобна стрелба, защита от куршуми и снаряди, а също така и от наблюдение на противника.
Стрелковите окопи са най-разпространените и за повечето участъци от фронтовата позиция са най-целесъобразният вид защитни постройки. От тях се извършват основните действия за провеждане на огън към неприятеля. Изграждането на окопи става не само в отбранителна позиция, но и по време на атака, ако по време на атаката войската разполага с достатъчно време. Атакуващата войска може и да прокопае окопи, като резервен план при евентуален неуспех. Изграждането на окопи е сравнително лесен начин за отбрана, тъй като често с това е ангажирана самата войска и не се изискват допълнителни съоръжения. Стрелковите окопи са под формата на канали, често заемащи големи разстояния. Така например през Първата световна война, е изградена масивна система от окопи, разпростираща се между Белгия и Франция, както и от бреговете на Северно море до Швейцария.
Друг възможен вариант са артилерийските окопи. Това са единични изкопи за всяко оръдие или големи разширения за цяла батарея. Служат за защита на оръдията от неприятелски огън.